# Georg von Pasterwitz
Georg von Pasterwitz (Bierhütten, 7 de juny de 1730 - Passau, 26 de gener de 1803) fou un religiós benedictí, filòsof i compositor alemany.
Als catorze anys ingressà en l'abadia de Kremsmunster, on feu els estudis de música i literatura, seguint després un curs de teologia a Salzburg, ensems que completava els seus coneixements musicals amb Johann Ernst Eberlin, mestre de capella d'aquella catedral. Més tard fou professor de diverses matèries en l'abadia de Kremsmunster.
Va viatjar molt per Alemanya i Itàlia i era amic de Mozart, Haydn i Salieri.
Principals composicions:
- sis Misses
- 50 Antífones
- quatre Te Deum
- Vespres, motets, himnes, graduals i ofertoris.

A més, publicà: Dissertatio philosophica de lege naturali, perfecte jucunde et commode vivendi (Styra, 1976), i Lehrsaetze aus der Policey (Wimmer, 1774).